# 要撃機

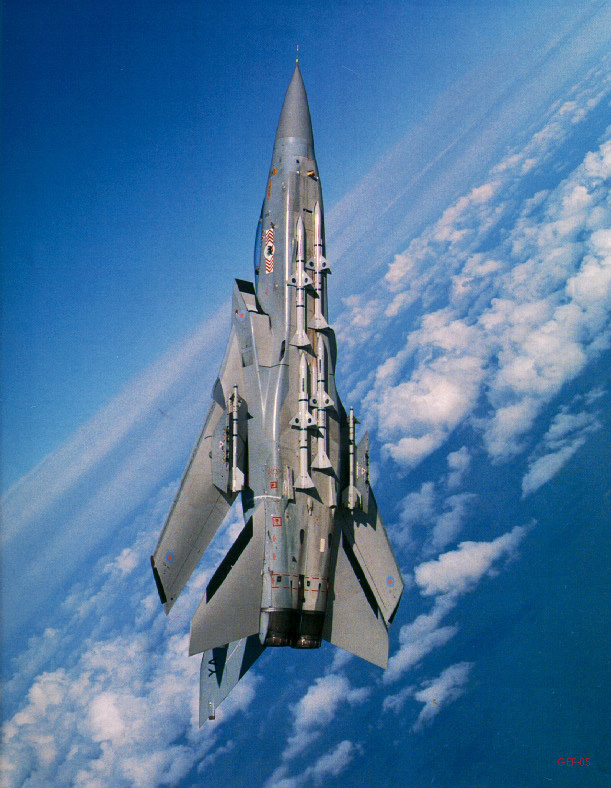
トーネード ADV (イギリス空軍機)

要撃機（ようげきき、英語: Interceptor）とは、基地や艦隊の上空の防御を担当する戦闘機。同じ読みで邀撃機とも表記する。
要撃戦闘機・邀撃戦闘機（ようげきせんとうき）、迎撃機（げいげきき）、迎撃戦闘機（げいげきせんとうき）、防空戦闘機（ぼうくうせんとうき）、局地戦闘機（きょくちせんとうき）、前線戦闘機（ぜんせんせんとうき）とも呼ばれる。性能について明確な類型があるわけではなく、運用する国が要撃任務に使う、と指定すれば要撃機となり、また要撃機という呼称と無関係に要撃任務に就くこともある。エンジンの出力が限られ、用途ごとに専用設計の専任機を開発せねばならなかった第二次世界大戦や冷戦の初期は、上昇力の優れた昼間戦闘機も、重くてかさばるレーダーや火器管制装置など電子機器を搭載し、全天候能力や空対空ロケット弾あるいはミサイルの運用能力を得た代償に運動性の低い、対戦闘機戦闘の不可能な機体も、ともに要撃機（迎撃機：Interceptor aircraft）に分類された。時代が下り、戦闘機の基本性能として優秀な上昇力や全天候性能、レーダー誘導ミサイルが必須となり、搭載レーダーやセンサー、コンピュータやデータリンク機能が高度化した結果、同一の機体が要撃、制空戦闘、対地攻撃、近接航空支援、阻止攻撃、あるいは対艦攻撃まで行うようになった。これら複数任務に対応するマルチロール機の発達により、制空戦闘機や戦闘爆撃機との区別がなくなり、投入任務、所属部隊あるいは訓練に投ずる飛行時間によって呼び名が変わるようになっている。

## 性能
要撃機（より正確には要撃任務）は、上昇力、速度が特に必要とされる。現代であれば地上警戒システムとのリンクも重要になる。
国土・都市・軍事施設等を主に爆撃機の攻撃から護るために開発されるため、爆撃機が侵入する高高度へ短時間で到達するための強力なエンジン、信頼性の高い空対空ミサイルの実用化以前であれば、爆撃機の撃墜確率を上げるためにより大口径の機銃、機関砲をより多く装備することが求められた。
襲来を探知した後に（レーダーが実用化された第二次世界大戦当時で探知距離は約160キロメートル、時間にして20分の猶予となる）重要拠点に隣接する基地近傍での迎撃行動のみを前提とした航続距離を重視しない運用想定（拠点防衛迎撃機：Point-defense interceptors、これを突き詰めたものがMe163や秋水である）がある一方で、戦闘哨戒を行って敵機の来襲を警戒する飛行時間（あるいは航続距離）の長い運用形態（零戦は長距離侵攻戦闘機であったが、同時に防空戦闘機でもあり、長時間の上空直掩も果たした）もあった。戦後であれば、国土が広く航空基地の密度が低い旧ソ連やカナダ、本土から離れた島嶼によって領海や経済水域、そして防空識別圏が広い日本の要撃機には、航続距離が求められる傾向がある。
要撃機の開発は爆撃機による本格的な戦略爆撃が始まった1930年代前後であり、この時期より徐々に開発が進んでいった。
第二次世界大戦に突入したころから爆撃機による夜間爆撃が行なわれるようになり、対抗上、夜間戦闘機が誕生した。このため、大戦終結まで2種類の要撃機、つまり要撃機の一種としての夜間戦闘機と、要撃可能な昼間戦闘機が存在していた。戦後、夜間戦闘機から全天候戦闘機へと発展してからは、要撃機にも全天候性能が必須の性能になり、昼間専用の戦闘機は要撃に不向きと考えられるようになった。そのため現代の要撃機（正確には要撃任務が充てがわれる戦闘機）は、他用途の戦闘機よりも一段優れたレーダー・電子機器を搭載する例が多い。
設計時に要撃が重視されなかったが結果として要撃機になってしまった機体や、あるいはその逆の機体も存在するため、制空戦闘機との明確な線引きは難しい。また、当然ながら航空基地が敵の航空機による攻撃を受けた際には、その基地の制空戦闘機も本来の任務ではなくても要撃に出動せざるを得ない。そのため、戦闘爆撃機やマルチロール機の種類が増加している現在では、戦闘機の多用途化が進んでおり、純粋な要撃機としての戦闘機は皆無と言ってよい状況である。

## 歴史

### 日本
旧陸軍では攻撃力と速度を重視した戦闘機が「重戦闘機」と呼称され、旧海軍では「乙戦」「局地戦闘機」と呼称された。開発思想が必ずしも爆撃機の迎撃だった訳ではないが、その仕様や運用は要撃機の考え方とほぼ一致していた。
陸軍の｢軽戦闘機｣九七式戦闘機では1942年4月18日のアメリカ軍による日本本土へのドーリットル空襲を阻止できず、南方作戦に投入していた二式単座戦闘機（鍾馗）を急遽、内地に呼び戻し日本初の要撃戦闘機とした。海軍も当初は零式艦上戦闘機（制空任務に用いられる｢甲戦｣）が迎撃をしていたが、B-17などの重爆撃機の撃墜は難しいと判断され、雷電（乙戦）や斜め銃を採用した月光（夜間戦闘任務に用いられる｢丙戦｣）などの重戦闘機が導入されていった。

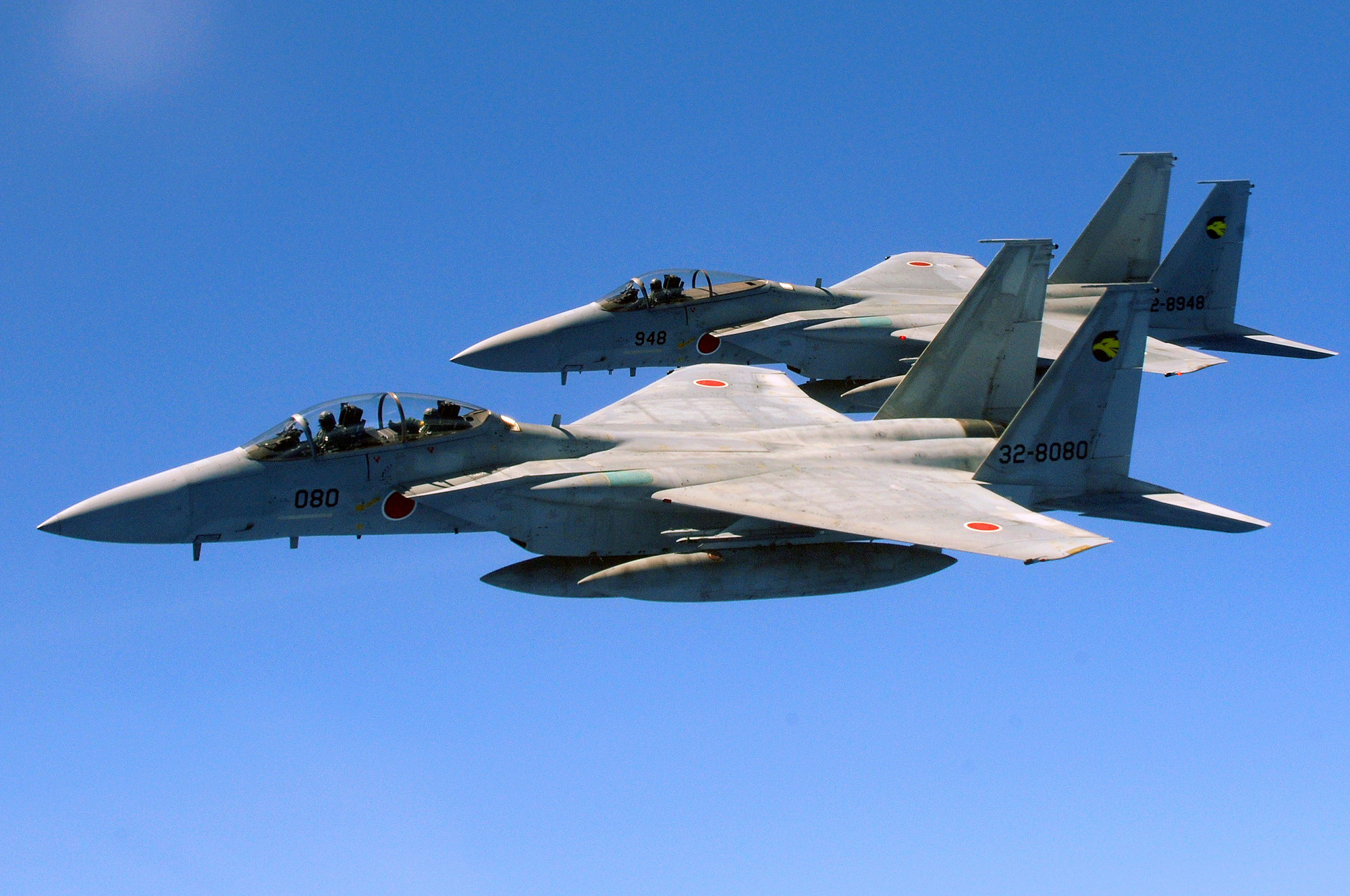
航空自衛隊のF-15J/DJ(2009年)

2019年（平成31年）現在、航空自衛隊では平成31年度以降に係る防衛計画の大綱についてに基づき、戦闘機について戦闘任務13個飛行隊保有しているが、2004年（平成16年）までは「要撃戦闘機」 (Fighter Intercepter: FI)と「支援戦闘機」 (Fighter Support) に機種と部隊の任務を区別していた。
航空自衛隊の創設の翌年（1955年、昭和30年）から供与が始まったF-86F（旭光）は、本来は要撃機ではなく制空戦闘機であった。1958年（昭和33年）から供与された全天候要撃機であるF-86D（月光）戦闘機は、撤退する在日米軍の余剰機が譲渡された。1963年（昭和38年）から部隊配備が始まったF-104J（栄光）は上昇能力に優れるが、レーダー誘導式のミサイルが搭載できず、全天候ミサイル戦闘が不可能であったため、旧式装備である無誘導ロケット弾の搭載を余儀なくされた。1973年（昭和48年）から部隊配備が始まったF-4EJは、アメリカ海軍艦上機が出自であり、レーダー誘導ミサイルを装備し専任のレーダーオペレーターが乗り込む本格的な全天候戦闘機であった。しかしアメリカ空軍では航空自衛隊が採用したE型を含め、配備は戦術航空軍団にのみ行われ、アメリカ本土防空を担う航空宇宙防衛軍団で要撃機として使用した例がなかった。F-15Jは1982年（昭和57年）から2005年まで要撃戦闘機として部隊配備が始まり、廃止後も現在の主力戦闘機となっている。

### アメリカ

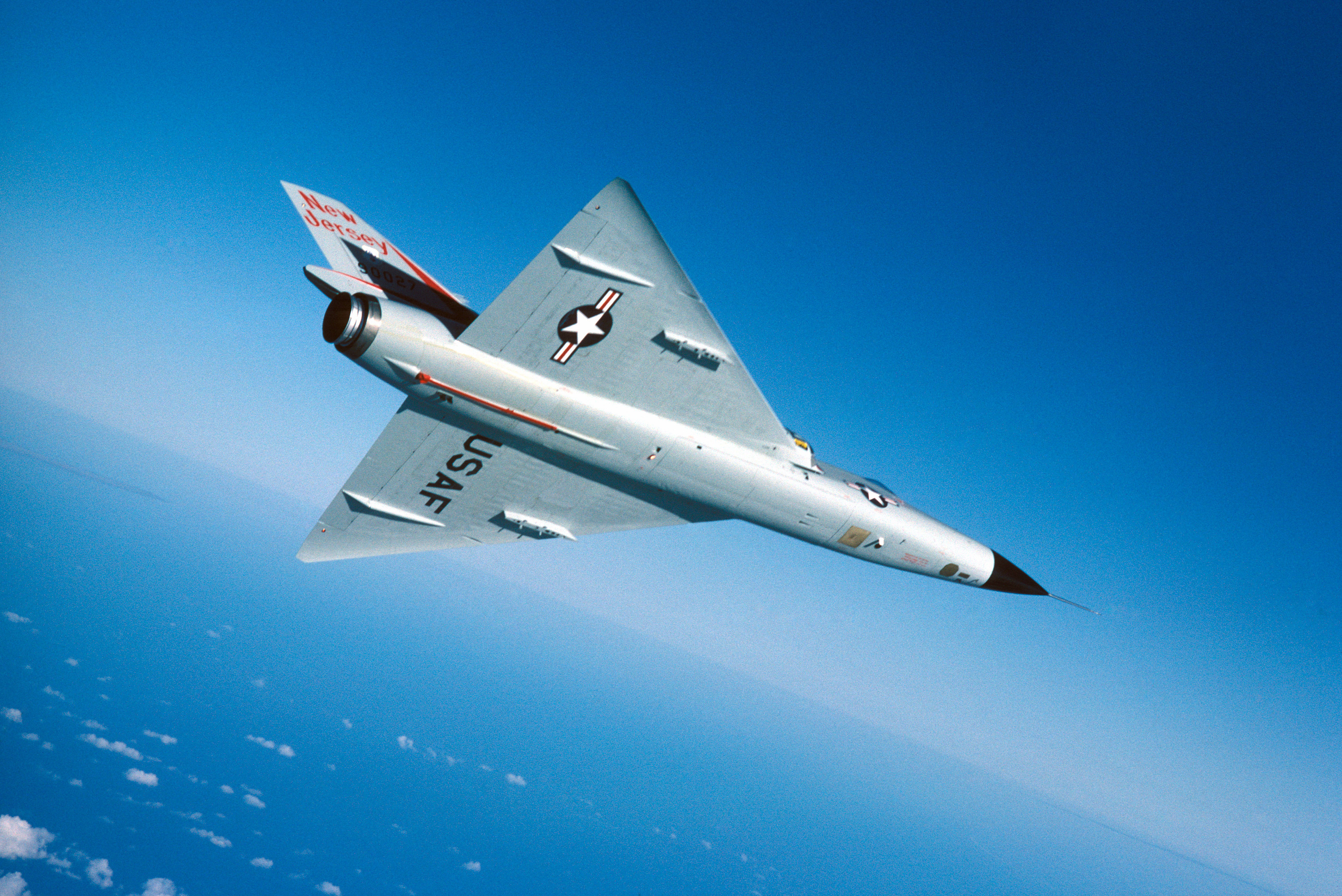
F-106 (ニュージャージー空軍州兵機)

要撃機の開発は他国に先んじており、早くも1937年には専用の要撃機開発に着手し、双発、双胴式のP-38が生まれた。しかしながら第二次世界大戦ではアメリカ本土を爆撃機により爆撃されるような事態は起こらず、P-38は護衛戦闘機や偵察機として用いられている。太平洋戦線の緒戦では本来の設計思想とは異なる対戦闘機戦に使われ、格闘性能に優れた日本の戦闘機に煮え湯を飲まされたこともある。
またドイツ空軍によるロンドン空襲の脅威から、敵の夜間爆撃に対抗できる専用の夜間戦闘機が必要と考え、P-38に似た双発、双胴式でもっと大型の戦闘機P-61を開発した。これも実戦配備された1944年時点では既にドイツ空軍による本格的な空襲は鳴りを潜めており、夜間に進入してくるドイツ空軍、日本軍のもはや小規模の爆撃に対する本来任務の迎撃以外に、連合軍爆撃機の迎撃に飛び立ってきた敵の夜間戦闘機との戦い、搭載力を生かして夜間侵攻用の戦闘爆撃機や地上襲撃機として利用されることが多かった。
第二次世界大戦後、1948年のベルリン封鎖によって緊張が高まり、1949年に旧ソ連が核実験に成功すると、ソ連の爆撃機による核攻撃に恐怖を覚えたアメリカ軍では、矢継ぎ早にF-94、F-86D/L、F-89など、要撃機としての全天候ジェット戦闘機の開発を進められていった。そして超音速戦闘機の時代に入ってからは、F-102やその改良型のF-106のように対爆撃機に特化した機体を開発していった。またF-101やF-104のように、元来は別任務に開発された戦闘機であっても、要撃機としても採用していた。
しかしその後、ソ連空軍のアメリカ本土爆撃能力に対する予想が過大なものだと判明すると、組織改編によって航空宇宙防衛軍団(ADC)が廃止された。この過程で専用の要撃機の開発計画（新規開発機としてXF-108やYF-12、前述F-106の発展型として、F-106C/D、あるいはF-106Xなどのプランがあった)が放棄され、さらにF-14やF-15を要撃専門の機体として採用する計画も消滅した。そしてF-101やF-106が老朽化のため退役すると、要撃専門の機体は存在しなくなった（爆撃機による核攻撃の恐怖よりも大陸間弾道ミサイルの脅威のほうがより重大になったため、核報復戦略や戦略防衛構想が優先されたことも影響している）。
防空軍団廃止後のアメリカ空軍の防空任務は戦術航空軍団(TAC)、あるいは空軍州兵(ANG)の担当とされた（現在は戦術航空軍団は航空戦闘軍団に改編されたが、空軍州兵は健在である）。使用された機体はF-15、F-16であり、制空戦闘や迎撃にも用いることができる多用途機である。初期型のF-16は赤外線誘導のサイドワインダー空対空ミサイルとM61機関砲を装備する昼間制空戦闘機であり、要撃機としての使用には難があったため、空軍州兵(ANG)に配属された機体にはスパロー／AIM-120 アムラームの運用能力を付加する改造が行われた。現在のF-16は最初からアムラームの運用能力を持っている。
アメリカ海軍のF-14トムキャットは、艦隊防空を主任務とする要撃戦闘機的な性格の強い機体であった。同機に搭載された長距離迎撃用の火器管制装置・AIM-54 フェニックスは空軍と海軍の共同開発であり、空軍用としては陸上要撃機に搭載することが目的であった。しかし上述の通り空軍の要撃機としては採用されず、またイージス艦の就役やソビエト連邦の崩壊により、この種の専用機が配備される必要性が小さくなり、F-14は既に退役済みである。

### ソ連

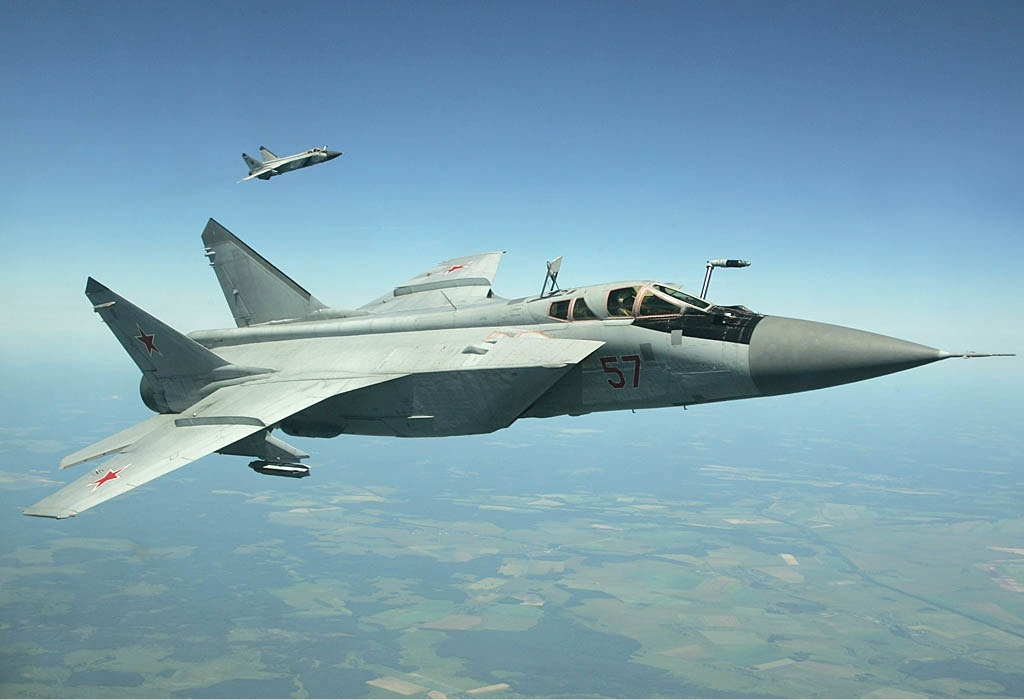
MiG-31 (ロシア空軍機)

ソ連・ロシアでの正式名称は迎撃戦闘機（要撃戦闘機；ロシア語: истребитель-перехватчик）で、略称として迎撃機（要撃機；перехватчик）という語も用いられた。
アメリカ軍に比較して、ソ連軍は、特定の目的に特化したものを開発する傾向があり、また空軍とは別に防空軍を設けるなど国土防衛を重視していた。
レシプロ機の時代において、世界初の実用低翼単葉引込脚戦闘機として知られるI-16は、従来の対戦闘機戦闘を重視した運動性を追求した機体ではなく、速度性能と大型機に対抗する火力を重視しており、現在で言う所の要撃機としての要件を満たしていた（対戦闘機戦闘を重視した運動性重視の機体としては同時期にI-15を開発・採用していた）。
ジェット機時代になってからは、Yak-25、Yak-28P、Tu-128、Su-15、MiG-25、MiG-31といった迎撃戦闘機が多数開発されて、運用されていた。
これらの機体には、同時代に輸出にも振り向けられた前線戦闘機（制空戦闘機・戦術戦闘機のこと。迎撃戦闘機に対して前線に配備することから）よりも高度な電子機器が装備された。逆説的に高度な電子機器を装備した戦闘機は、機密保持のために前線には出さずに要撃任務に振り向けていたとも言われている。こうした機体はより新しい機体が開発されて旧式化すると空軍に回され、一部が旧東側諸国に転売されていった。迎撃戦闘機として開発されて、後に空軍へ配備されて海外にも多数輸出されて、国外生産までなされたMiG-19はその代表格である。また、こうした機体の特徴として、ミサイルが使用される様になった当時は、原則、前線戦闘機に必ず機体固定式機関砲が搭載されていたのに対して、迎撃戦闘機に機関砲が装備されなかったということが挙げられる。だが防空任務に機関砲が不要になった訳ではなく、迎撃戦闘機には必要に応じて機関砲コンテナーが用いられていた。
しかし、技術の進歩は前線戦闘機と迎撃戦闘機のこうした棲み分けに大きな変化を齎した。その契機となったのは、捜索レーダーを搭載し中距離ミサイルを運用できる前線戦闘機MiG-23の登場であった。初期シリーズに次いで開発されたMiG-23MLは、航続距離こそ同時代の迎撃戦闘機より短かったものの、戦闘能力においてはSu-15TMを凌駕しており、MiG-25PDを十分補佐し得る要撃機であった。この為、MiG-23MLは迎撃戦闘機として防空軍にも採用されることになり、機器等を防空軍基準に合わせた発展型MiG-23Pが開発された。又、ベレンコ中尉の亡命事件を受けてMiG-25PをPD規格に改設計する際に用いられた技術は、MiG-23にも応用された。MiG-23MLDにおいて空軍向けのMiG-23ML/MLAと防空軍向けのMiG-23Pが一本化され、前線戦闘機と迎撃戦闘機の区分が消滅した。
MiG-23の登場に前後し、捜索レーダーを搭載しある程度のミサイルを運用できる戦闘機は「多用途戦闘機」と呼ばれる様になった。これは、こうした機体が空軍でも防空軍でも運用され得ることを意味していた。一方、MiG-25PD、MiG-31、Su-15などに関しては空軍での運用が考慮されなかった為、一貫して迎撃戦闘機と呼ばれた。だが後にこれらの内一部の機体は空軍に転用されて、その場合には「多用途戦闘機」と呼ばれた。
MiG-23に次いで開発されたSu-27は、当初より長距離飛行能力が考慮されており、迎撃任務もこなせるだけの潜在能力が付与されていた。これによりSu-27の一部は防空部隊にも配備され、MiG-31と共にソ連の防空の片翼を担っていた。
ソ連崩壊後は、予算の問題や用途が限られていることなどから、迎撃戦闘機の多くが退役して、残りの機体も退役する傾向にある。現在、MiG-31はその中でも、ロシアやカザフスタンにおいて主力迎撃戦闘機として運用されている。
また、ソ連は国土が広大な国である為、むしろ前線に配置する前線戦闘機の方が航続距離が短く、先述の通り、防空に用いる迎撃戦闘機の方にこそ長い航続距離が求められた。